# Lennart Johansson (generaldirektör)
Lennart Johansson, född 19 oktober 1928 i Sofia församling, Stockholm, död 1 februari 1991 i Österhaninge församling, Stockholms län, var en svensk ämbetsman.
Lennart Johansson blev juris kandidat vid Stockholms högskola 1957 och tjänstgjorde därefter som sekreterare vid Stockholms stadskansli 1956–1961 samt var kamrer vid Stockholms gatukontor 1961–1963. Han blev byrådirektör i Kommunikationsdepartementet 1963 och departementsråd 1967. Johansson var generaldirektör och chef för Sjöfartsverket 1974–1980. Han var därefter anlitad som sakkunnig i Kommunikationsdepartementet.